# قاموس الأنجلو ساكسون

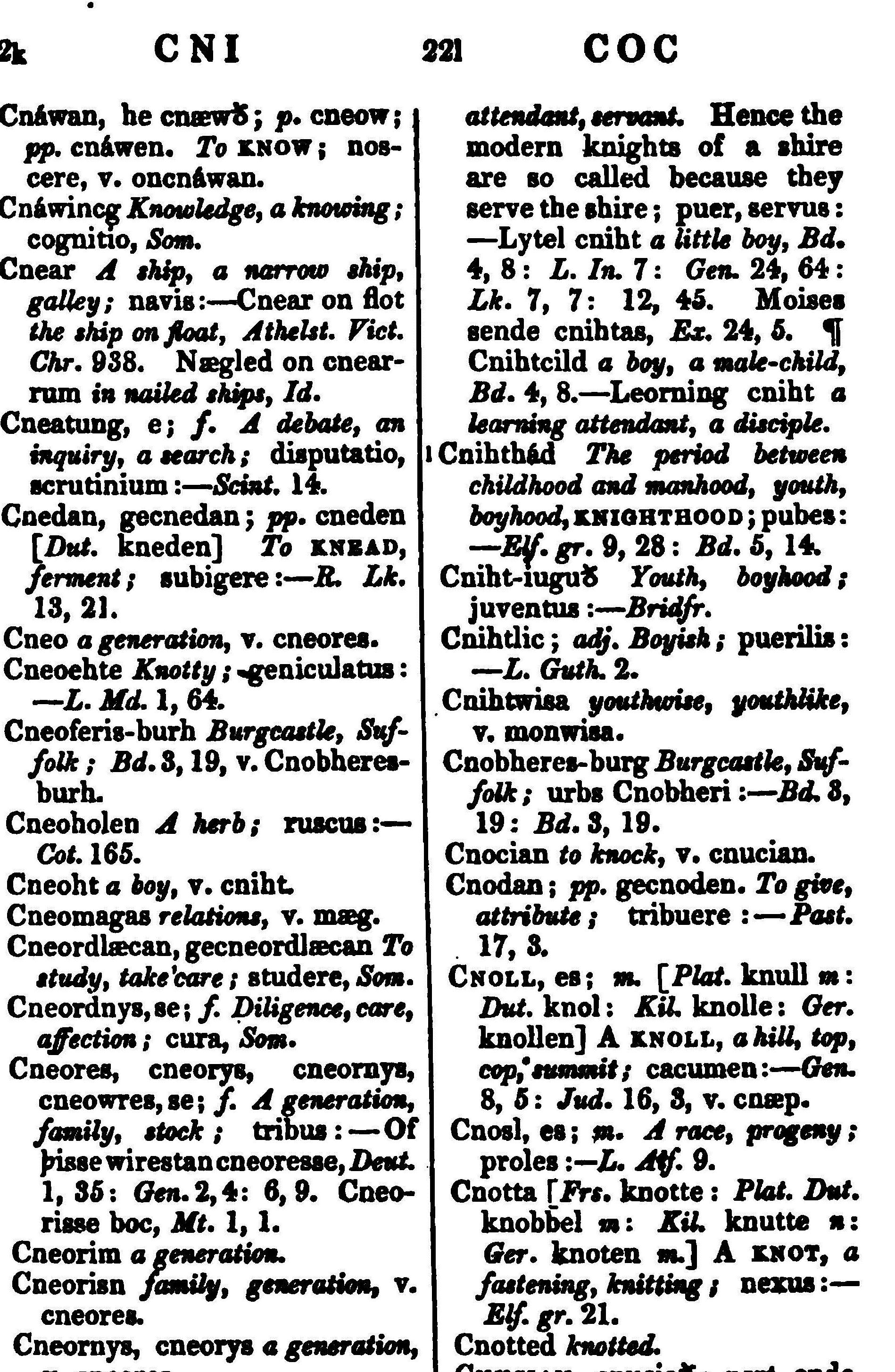
صفحة من قاموس بوسورث طبعة عام 1838م.

قاموس الأنجلو ساكسون هو قاموس معد للغة الإنجليزية القديمة، وهذه اللغة تعرف أيضًا باسم الأنجلو ساكسون. وتم نشر أربعة إصدارات من هذا القاموس وغالبًا ما تم اعتباره (خاصة في الماضي) بـالمعجم النهائي والتام للغة الإنجليزية القديمة. ويشار إليها غالبا بأسماء جامعيها، على سبيل المثال Bosworth أو Bosworth و Toller .

## الطبعات

### طبعة عام 1838م
قام جوزيف بوسورث، بكتابة هذه الطبعة والذي بدوره لاحقا أصبح أستاذا في عام 1858 Rawlinsonian في جامعة أكسفورد: وقد تمت إعادة تسمية المنصب في عام 1916 باسم أستاذ ريلنسون والاستاذ بوسورث الأنجلو ساكسوني، على شرف بوسورث.

### طبعة عام 1898م
وهذه الطبعة تنسب إلى «ج. بوسورث وت.ن. تولر»، وقد كانت هذه الطبعة تنقيحًا من توماس نورثكوت تولر، استنادًا إلى قاموس بوسورث المكتوب في عام 1838 وأوراق بوسوورث والإضافات التي كتبها تولر أيضا.

### طبعة عام 1921م
وتم إصدار ملحقًا في عام 1921 بواسطة توماس نورثكوت تولر.

### طبعة عام 1972م
وفي عام 1972م قام أليستير كامبل بإصدارً طبعة بعنوان «الإضافات والتصويبات الموسعة».

## روابط خارجية
- قاموس الأنجلو سكسونية على الإنترنت
- طبعة 1838 .
- نسخة نصية للتعرف الضوئي على الحروف من طبعة 1898 .